# 諸讓
諸讓（1439年—？），字養和，浙江紹興府餘姚縣（今余姚市）人，官籍，明朝政治人物。

## 生平
早年出身國子生，浙江鄉試第三十四名舉人。成化十一年（1475年）乙未科會試第五十六名，殿試登進士第二甲第六十五名。历官吏部郎中，二十三年二月升江西布政使司左參議。丁忧，服阕，弘治六年（1493年）四月復除原职。

## 家族
曾祖父諸仲和。祖父諸勝宗。父亲諸浩，封刑部主事。